# Gemäldegalerie Alte Meister

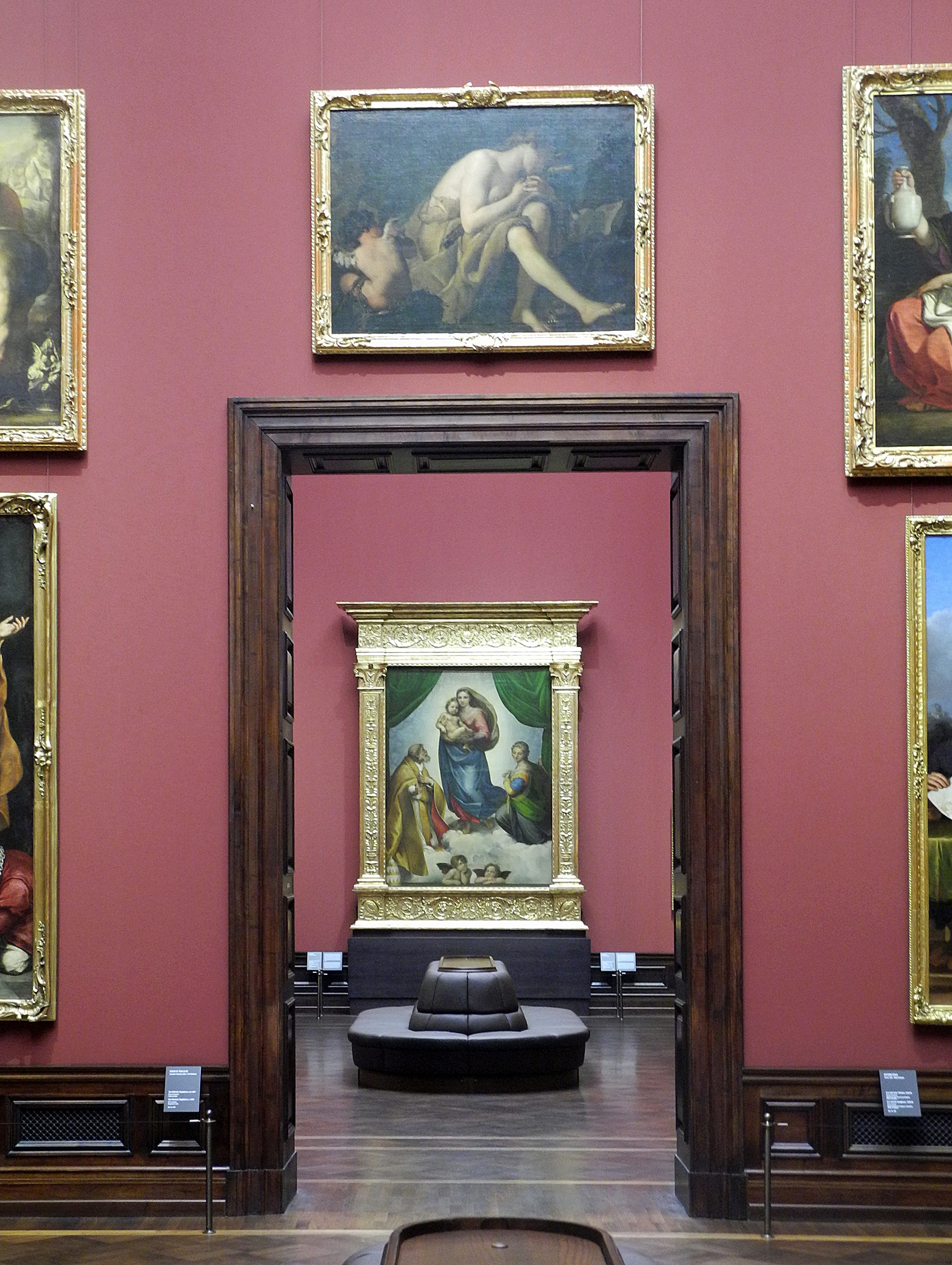
Innenansicht der Sempergalerie – im Hintergrund die Sixtinische Madonna, 2020

Die Gemäldegalerie Alte Meister in Dresden zählt mit ungefähr 700 ausgestellten Meisterwerken aus dem 15. bis 18. Jahrhundert zu den renommiertesten Gemäldesammlungen der Welt. Zu den Schwerpunkten des Museums gehören italienische Werke der Renaissance sowie holländische und flämische Maler des 17. Jahrhunderts. Präsentiert werden auch herausragende Gemälde altdeutscher und altniederländischer Malerei. Die Gemäldegalerie ist Teil der Staatlichen Kunstsammlungen Dresden. Sie befindet sich in der Sempergalerie des Zwingers und wird jährlich über eine halbe Million Mal besucht.

## Geschichte

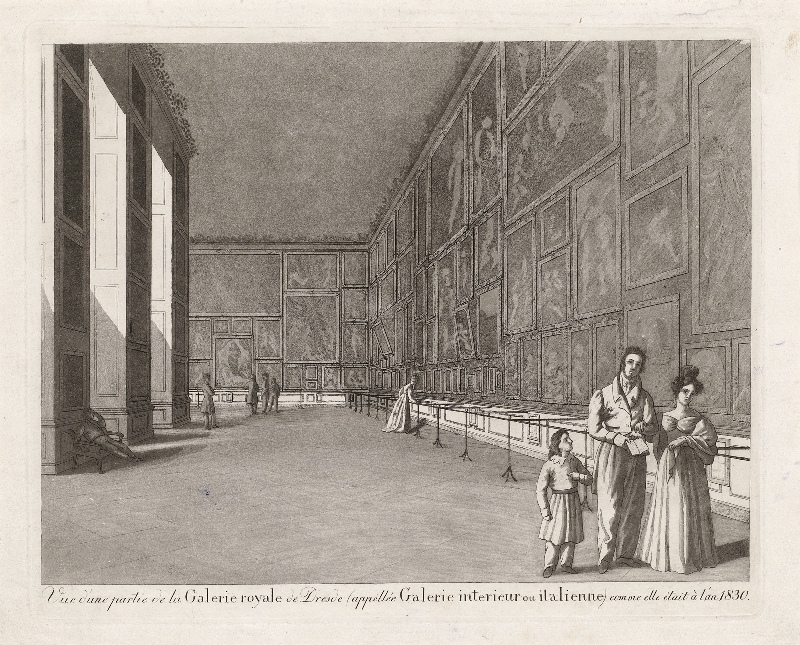
Innenansicht der königlichen Gemäldegalerie im ehemaligen kurfürstlichen Stallgebäude, 1830

Als 1560 Kurfürst August die Dresdner kurfürstliche Kunstkammer gründete, spielten Gemälde neben Sammlungsstücken aus allen möglichen Bereichen der Wissenschaft in dieser Universalsammlung noch eine untergeordnete Rolle. Unter den beiden zwischen 1694 und 1763 regierenden sächsischen Kurfürsten, August der Starke und seinem Sohn, Friedrich August II., begann in der ersten Hälfte des 18. Jahrhunderts eine systematische Sammeltätigkeit. Nachdem sie insbesondere durch den Ankauf der 100 besten Werke aus der hervorragenden Sammlung des Herzogs Francesco III. von Modena im Jahr 1746 rasch angewachsen war, zog die Sammlung 1747 zunächst in das zur Gemäldegalerie umgebaute Stallgebäude am Neumarkt ein. Gekrönt wurde diese Sammlungsepoche 1754 durch den Erwerb von Raffaels Bild Sixtinische Madonna. Durch ihre kostbaren Erwerbungen war die Sammlung mittlerweile zu europäischem Ruhm gelangt. Der nun einsetzende Siebenjährige Krieg beendete für viele Jahre die aktive Sammlungserweiterung.

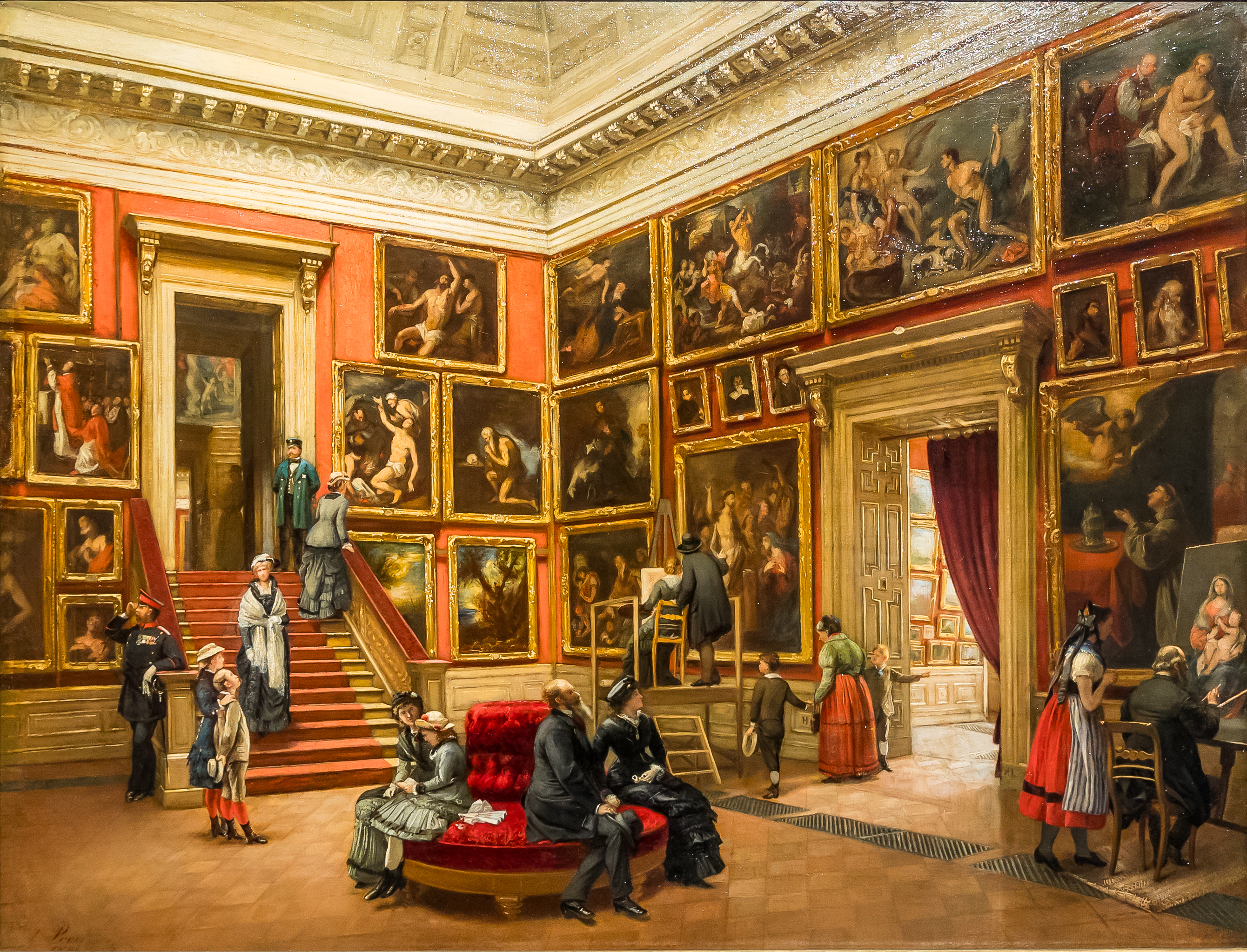
In der Dresdner Galerie, Gemälde von Karl Louis Preusser, 1881

Aufgrund des Bedürfnisses nach einem neuen Museumsgebäude, das den Erfordernissen des 19. Jahrhunderts entsprach, konzipierte Gottfried Semper den heutigen Galeriebau am Zwinger, die sogenannte Sempergalerie. Nach Sempers Flucht 1849 wurde dieser „nordseitige Zwingerabschluss“ im Jahr 1855 durch Karl Moritz Haenel fertiggestellt. Das „Neue Königliche Museum zu Dresden“ wurde am 25. September 1855 in der Sempergalerie eröffnet, wo sich die Gemäldegalerie noch immer befindet. Auch setzte nun wieder die Ankaufstätigkeit ein. So gelangten 1853 aus dem Nachlass des „Bürgerkönigs“ Louis-Philippe I. 16 spanische Gemälde nach Dresden; in den 70er und 80er Jahren des 19. Jahrhunderts folgten Bilder italienischer und niederländischer Meister. 1873 beschloss der Landtag, bedeutende Summen für den Erwerb von Kunstwerken zur Verfügung zu stellen.

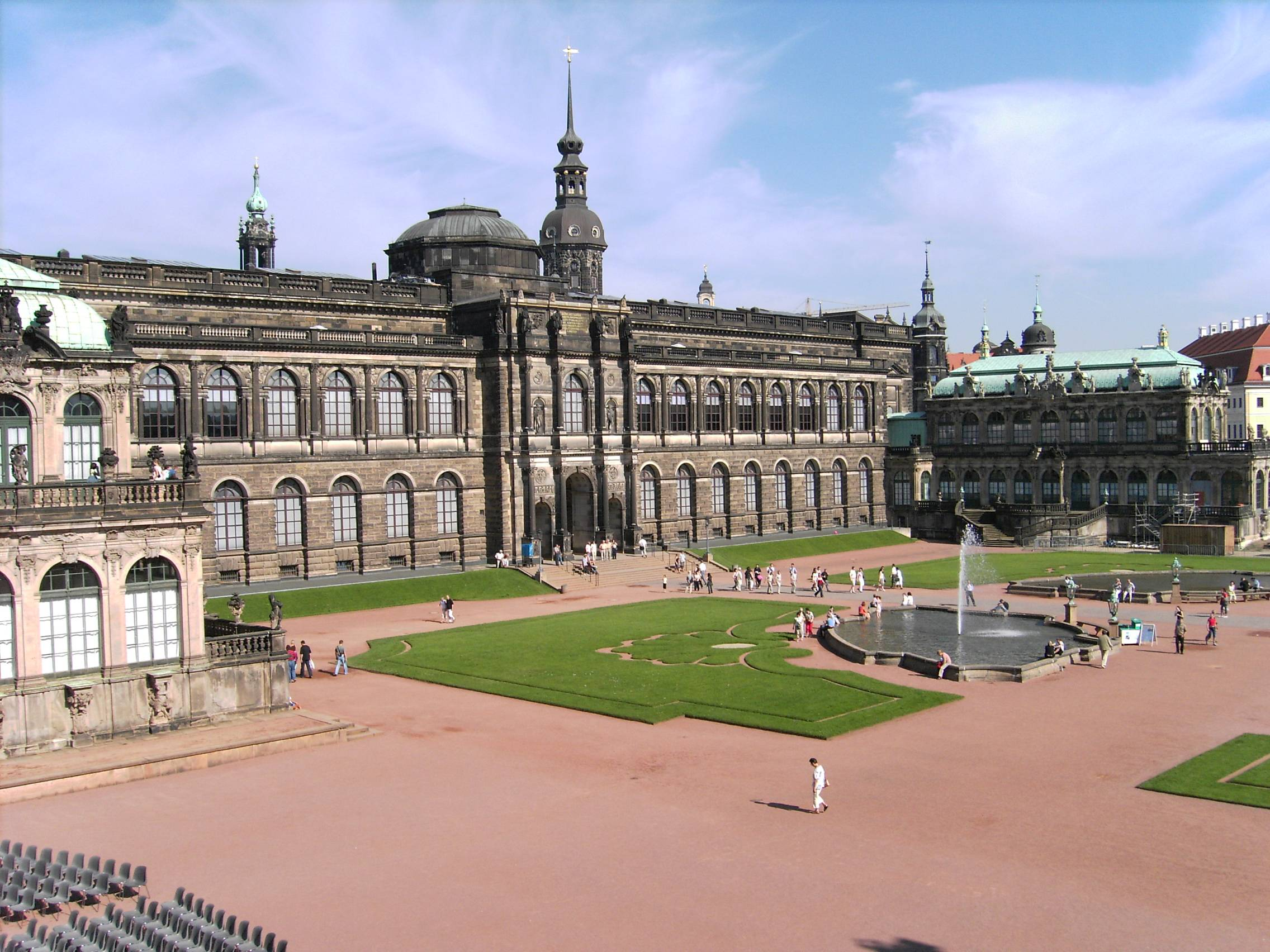
Die Sempergalerie am Zwinger – Heimstatt der Gemäldegalerie

Aus Platzgründen wurde die Ausgliederung moderner Gemälde Anfang des 20. Jahrhunderts notwendig, womit die Galerie Neue Meister ihren Anfang nahm. Während des Zweiten Weltkriegs wurden die Gemälde ausgelagert, u. a. im Kalkwerk Lengefeld, im Tunnel der Rottwerndorfer Sandsteinwerke bei Pirna und im Cottaer Tunnel. Damit blieb ihre Mehrzahl trotz weitgehender Zerstörung der Sempergalerie durch die Luftangriffe auf Dresden erhalten. Am 13. Februar 1945 verbrannten 154 Gemälde, als der Lastwagen, auf den sie geladen waren, von einer Bombe getroffen wurde. Die Gemälde sollten wegen des Vorrückens der Roten Armee vom Auslagerungsdepot im Schloss Milkel in Richtung Westen evakuiert werden. Der Transportweg über Dresden wurde verbotswidrig gewählt. Weitere 42 Gemälde, alles Großformate, verbrannten am gleichen Tag im Residenzschloss.
Nach Kriegsende kamen die verbliebenen Bilder als Beutekunst in die Sowjetunion. 1955 beschloss der Ministerrat der UdSSR die Rückgabe. Am 25. August 1955 erfolgte in Moskau die Übergabe der Dresdener Gemälde an eine Regierungsdelegation der DDR. Zu diesem Thema gab die Deutsche Post der DDR mehrere Briefmarkenserien mit dem Titel „Von der UdSSR zurückgeführte Gemälde der Dresdner Gemäldegalerie“ heraus. Am 3. Juni 1956 wurde die Gemäldegalerie wieder in einem Teil der noch im Wiederaufbau befindlichen Sempergalerie eröffnet. Diese wurde 1960 fertiggestellt. 1963 zählte man 206 zerstörte und 507 vermisste Gemälde. Es werden noch etwa 450 Gemälde vermisst.

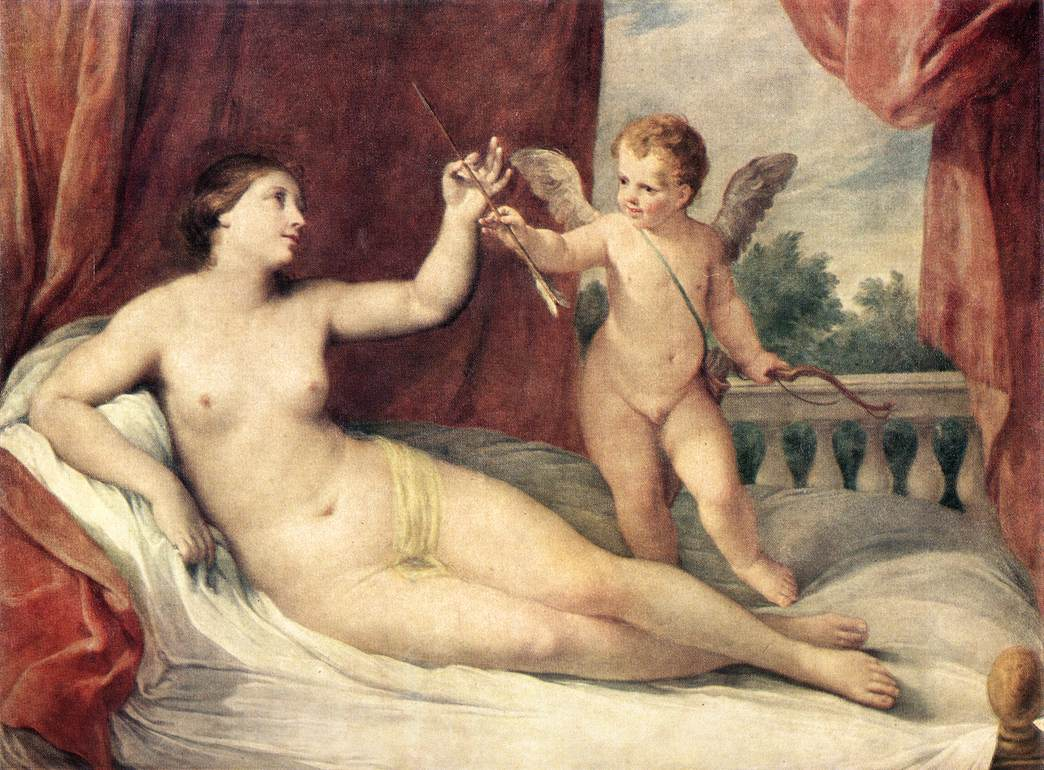
Guido Reni: Ruhende Venus mit Amor, 1956 in der Gemäldegalerie beschädigt

Am 4. August 1956 beschädigte ein Verwirrter das Bild Ruhende Venus mit Amor von Guido Reni, indem er es mit einem Bleistift durchbrach. Das Gemälde konnte nach kurzer Restaurierung wieder ausgestellt werden. Die Fahndung nach dem Täter blieb erfolglos.
Ab 1988 wurde die Sempergalerie umfassend rekonstruiert und am 5. Dezember 1992 wiedereröffnet. Nach einer siebenjährigen Generalsanierung und einer damit verbundenen Teilschließung der Galerie wurde die Gemäldegalerie Alte Meister am 28. Februar 2020 wiedereröffnet.
Im Mai 2007 eröffnete in Second Life mit der Dresdner Gemäldegalerie Alte Meister das erste nach einem realen Vorbild kreierte virtuelle Museum, es wurde im Dezember 2011 wieder geschlossen.
Von 1991 bis 2009 war Harald Marx, von 2010 bis 2015 Bernhard Maaz Direktor der Gemäldegalerie.  Auf ihn folgte Stephan Koja (2016–2023). Im Dezember 2023 wurde zu Kojas Nachfolger ab März 2024 Holger Jacob-Friesen (* 1967) berufen.

## Sammlungen
Seit der Wiedereröffnung der Sempergalerie am 29. Februar 2020 wird die Sammlung in einer neugestalteten Form präsentiert. Die Farben der Wände werden zur Gliederung eingesetzt. So sind die Werke der Italiener auf roten Wänden ausgestellt, während die deutschen und niederländischen Gemälde vor grüner Wandbespannung hängen. Spanische und französische Bilder des 17. Jahrhunderts präsentieren sich auf blauem Grund.

### Gemäldesammlung
Bedeutende Meisterwerke aus dem 15. bis 18. Jahrhundert begründen die weltweite Bekanntheit der Sammlung. Die Sammlungsschwerpunkte liegen auf der italienischen Malerei, besonders der Hochrenaissance und dem Barock, sowie holländischer und flämischer Malerei, vor allem aus dem 17. Jahrhundert. Herausragende Werke bekannter deutscher, französischer und spanischer Maler sind ebenso vertreten. Die 34 Werke umfassende Sammlung spanischer Malerei gilt als der wichtigste Bestand in einem deutschen Museum. Darüber hinaus werden Tafel- und Leinwandbilder der italienischen Frührenaissance gezeigt. Die Gemäldegalerie verfügt über die weltweit größte Cranach-Sammlung. Dabei sind nahezu der gesamte Bestand an Werken von Lucas Cranach dem Älteren und dem Jüngeren sowie Arbeiten aus deren Werkstatt ausgestellt.
Die ständige Ausstellung besteht aus etwa 700 Gemälden, was ungefähr 40 % des Depotbestandes entspricht. Die relativ dichte Hängung dieser Bilder erfolgt in prunkvollen Goldrahmen.

### Skulpturen

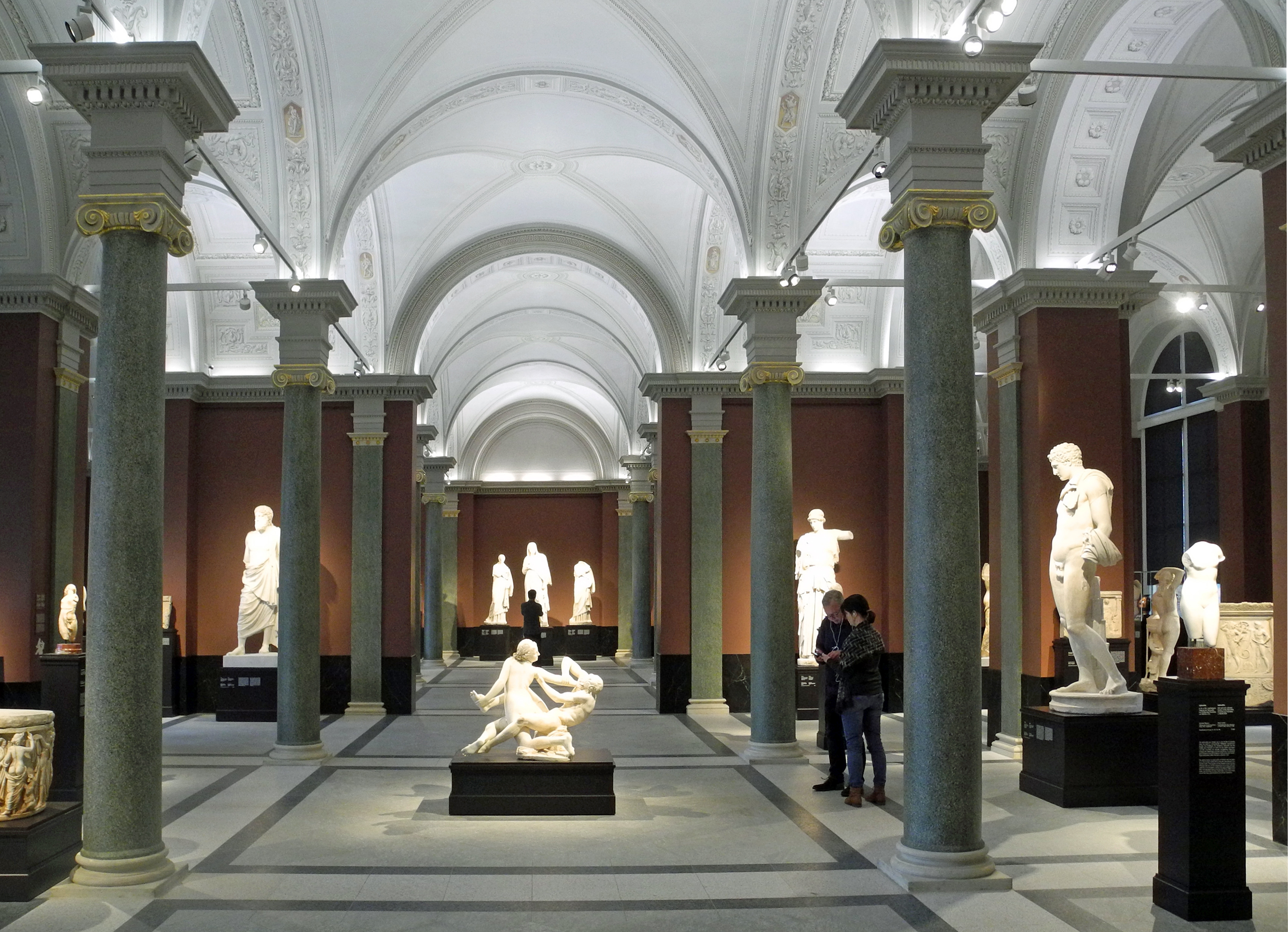
Antikenhalle der Galerie

Durch die Aufstellung der Skulpturen innerhalb der Gemäldegalerie werden hier Skulpturen und Gemälde im Sinne des Paragone („Wettstreit der Künste“) gegenübergestellt. Außerdem werden die antiken Skulpturen in der Antikenhalle (Osthalle der Galerie) gezeigt, z. B. die Dresdner Herkulanerinnen sowie Hermaphrodit und Silen (die sog. Dresdner Symplegma-Gruppe).
Große skulpturale Meisterwerke, vor allem exquisite Kleinbronzen der Renaissance mit Werken von Giambologna, Adriaen de Vries und Filarete, sind im sogenannten Skulpturengang aufgestellt.
Außerdem kann die Mengssche Abgusssammlung besichtigt werden. Von den über 400 gegenwärtig noch vorhandenen Werken werden dort etwa 120 museal präsentiert.
Beispiele einiger bekannter Werke aus der Sammlung sind:
- Statue des Hermes, sog. Antinoos vom Belvedere (Vatikan, Museo Pio-Clementino)
- Statue des Apollon, sog. Apoll vom Belvedere (Vatikan, Museo Pio-Clementino)
- Togastatue des Aule Meteli, sog. Arringatore (Florenz, Museo Archeologico Nazionale)
- Dornauszieher, sog. Spinario (Rom, Musei Capitolini)

### Dresdner Bildteppiche
Das Winckelmann-Forum (früher Gobelin-Saal) wurde am 6. Juni 2020 mit einer Sonderausstellung zu den Dresdner Bildteppichen nach Kartons von Raffael (1483–1520) eröffnet.
Gezeigt wurden fünf der sechs Dresdner Bildteppiche nach Kartons von Raffael (1483–1520), die in der englischen Tapisserie-Manufaktur Mortlake gewebt wurden und 1723 nach Dresden gelangten:
1. Der wunderbare Fischzug
2. Weide meine Schafe
3. Die Heilung der Lahmen
4. Das Opfer zu Lystra
5. Die Predigt des Paulus zu Athen
6. Die Bestrafung des Elymas (stark beschädigt)

## Bekannte Werke (Auswahl)

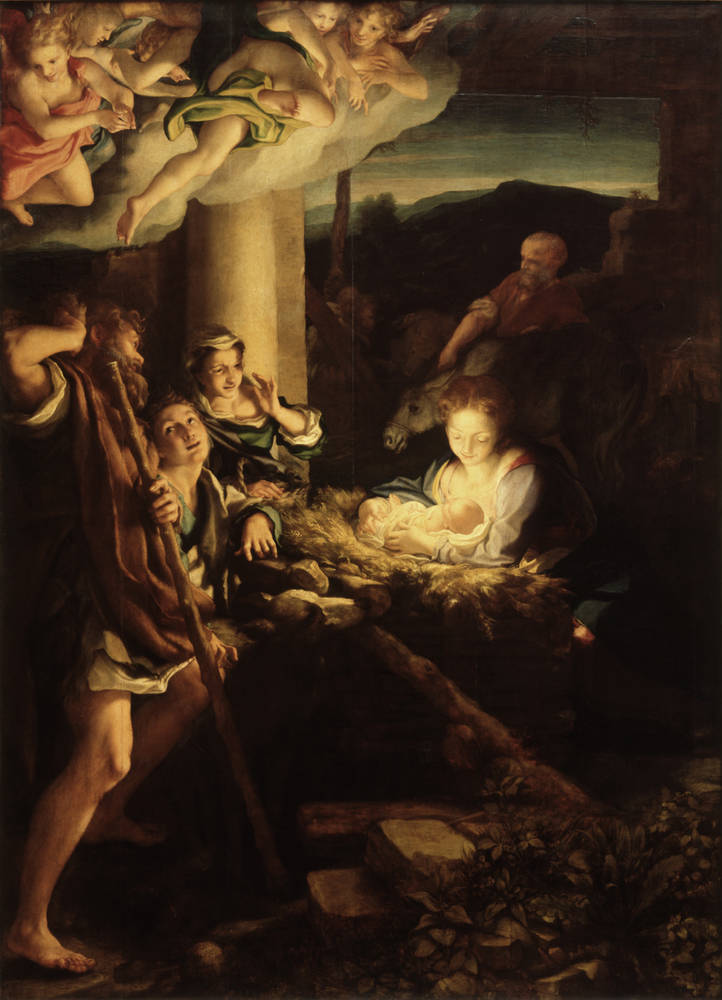
Correggio: Die Heilige Nacht
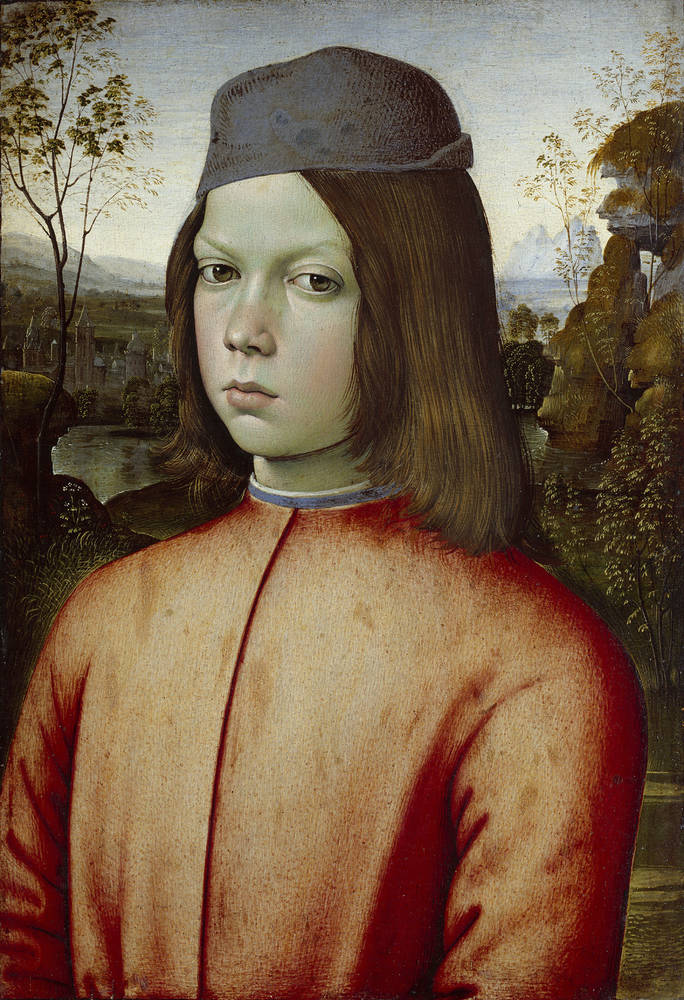
Pinturicchio: Bildnis eines Knaben
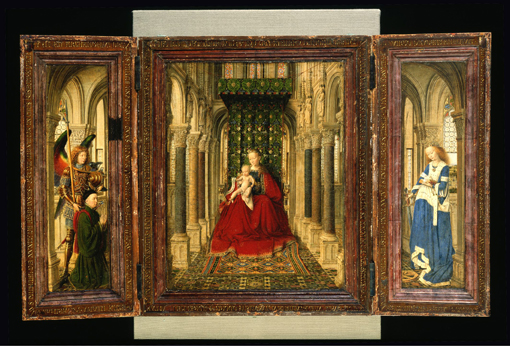
Jan van Eyck: Dresdner Marienaltar
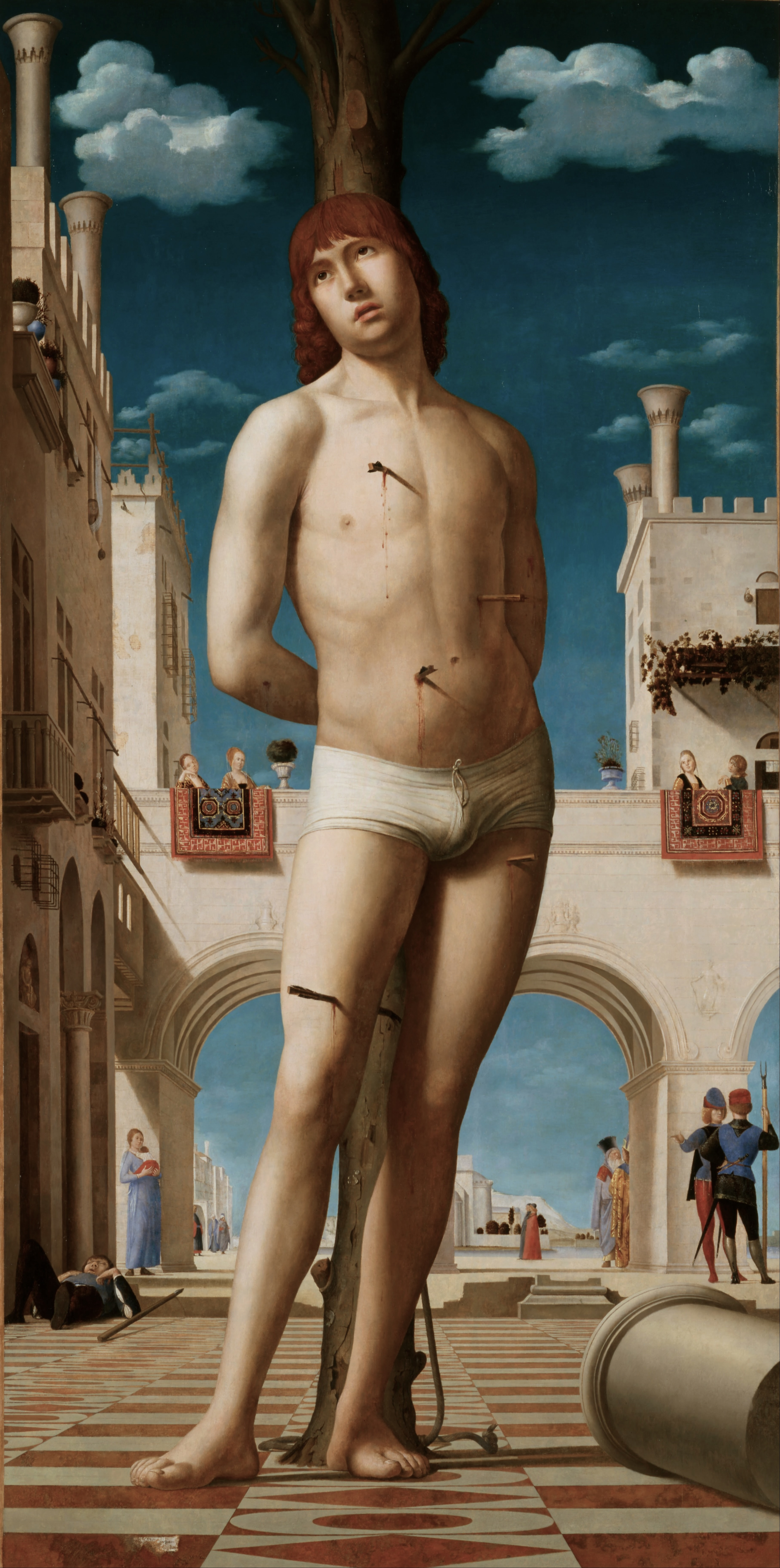
Antonello da Messina: Der heilige Sebastian
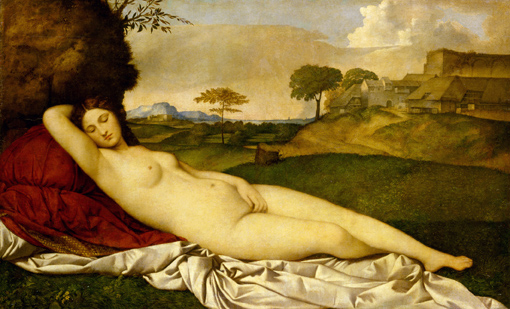
Giorgione: Schlummernde Venus
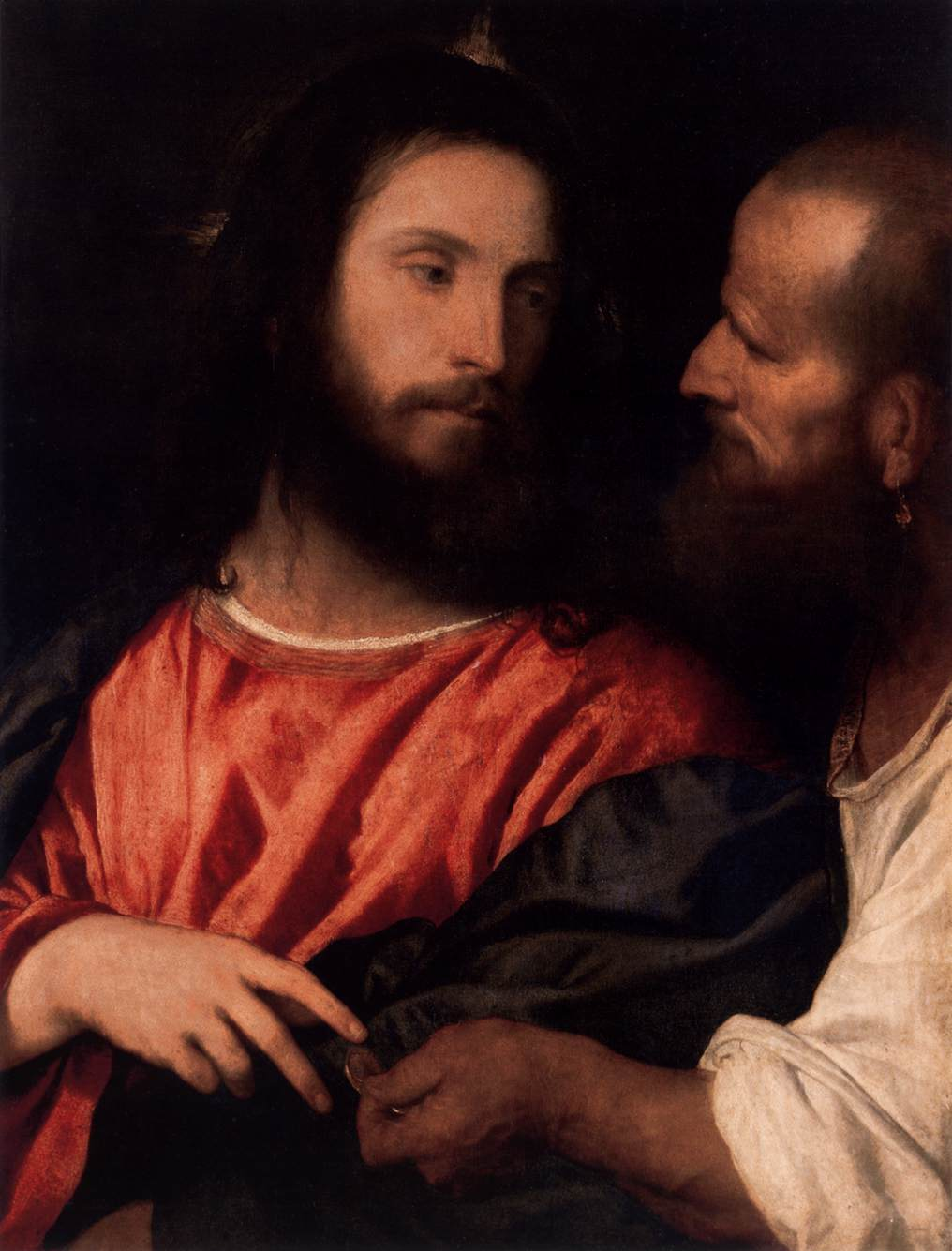
Tizian: Der Zinsgroschen
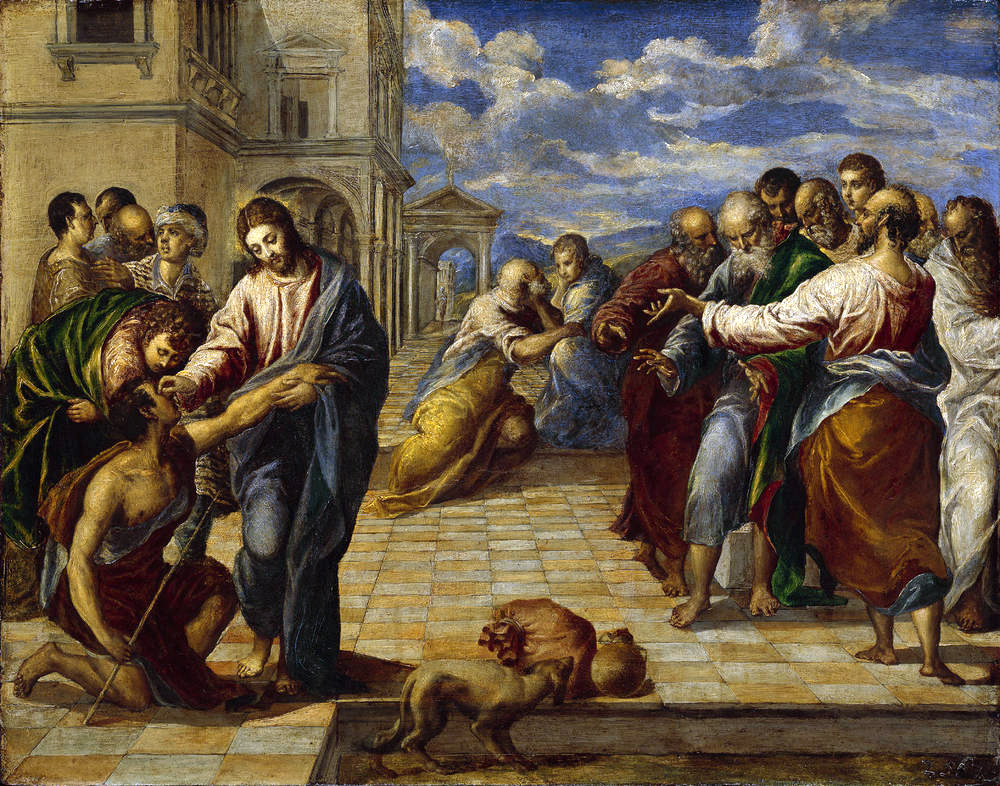
El Greco: Heilung des Blinden
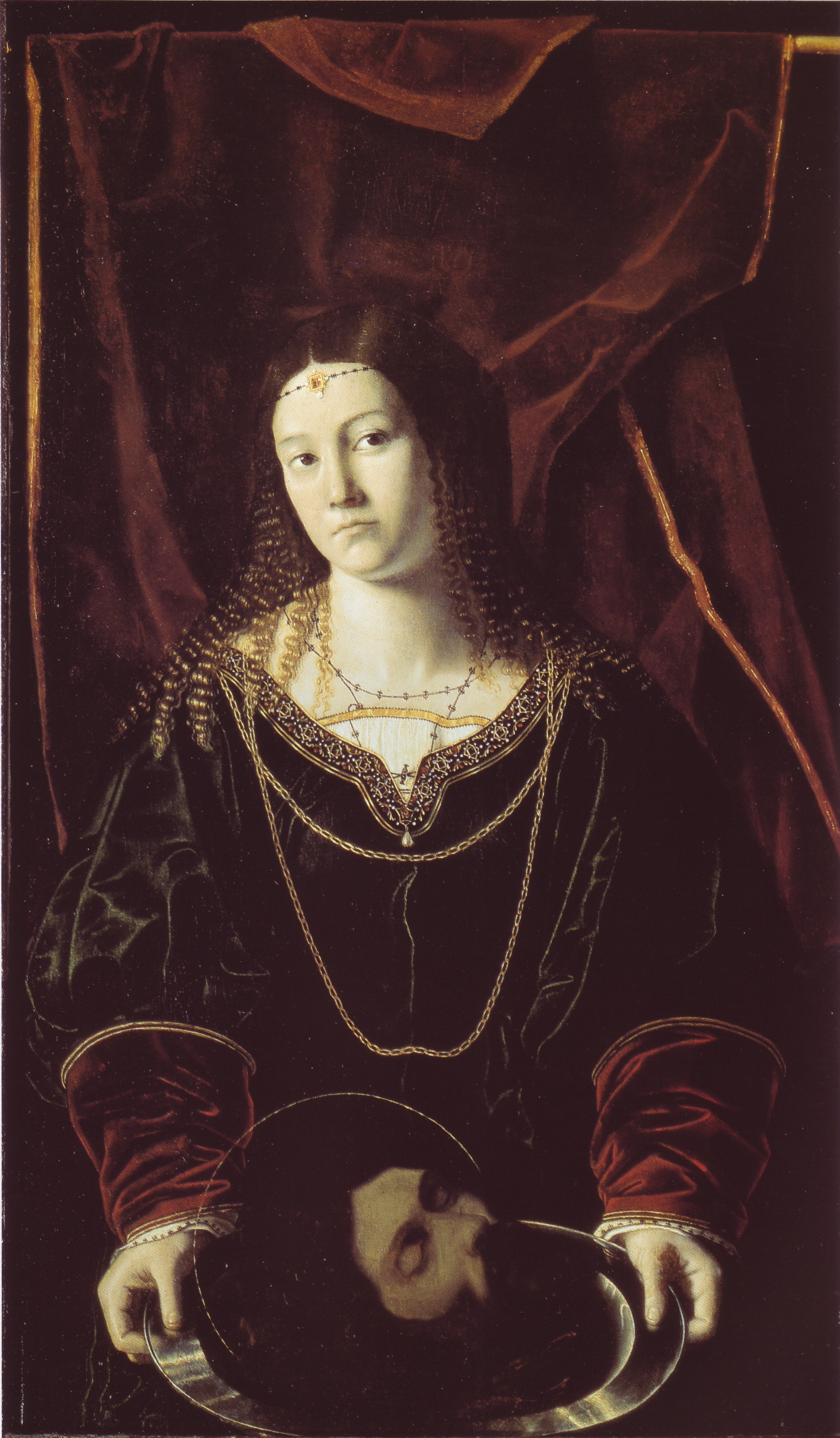
Bartolomeo Veneto: Salome mit dem Haupt Johannes des Täufers
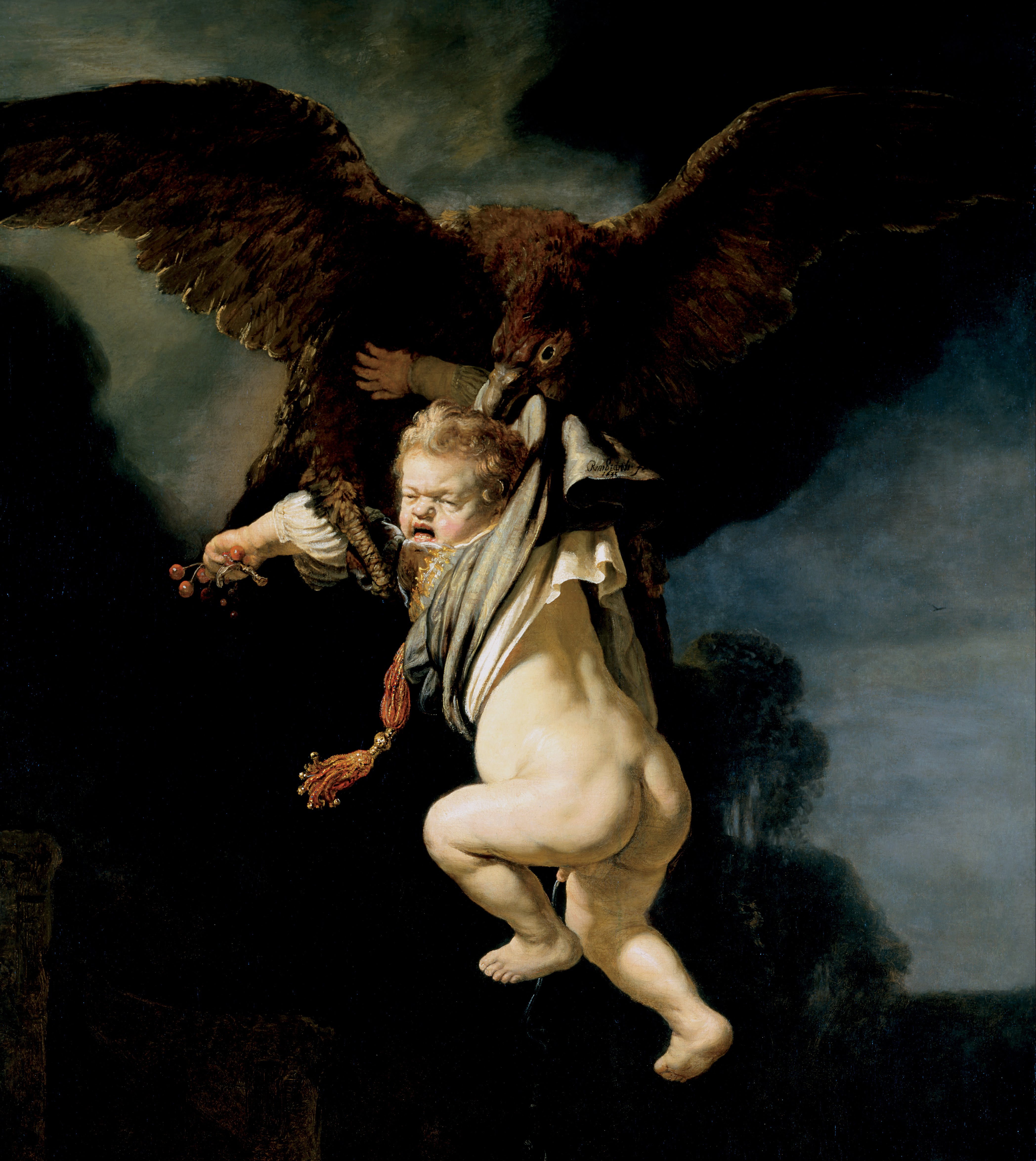
Rembrandt: Ganymed in den Fängen des Adlers
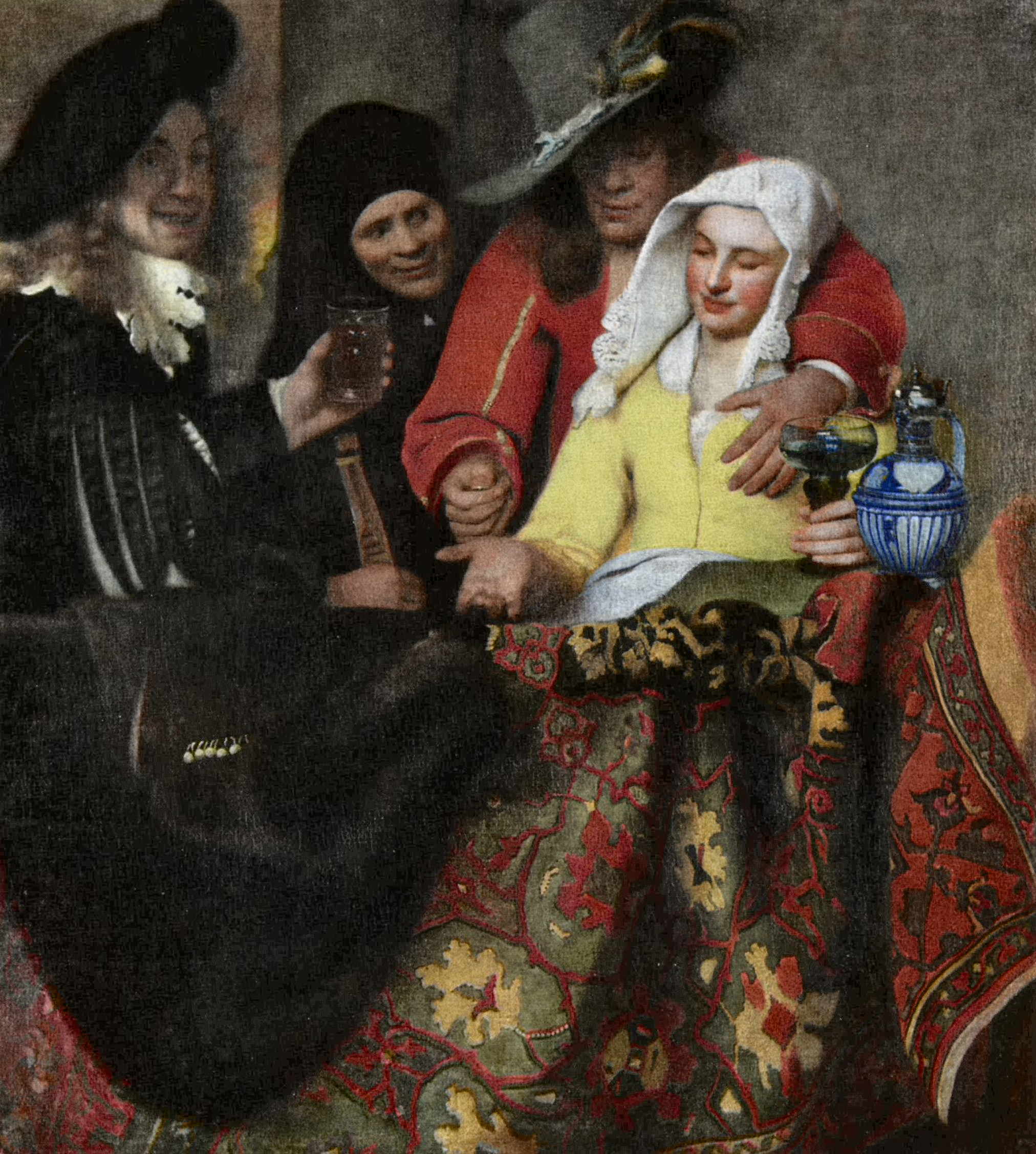
Jan Vermeer: Bei der Kupplerin
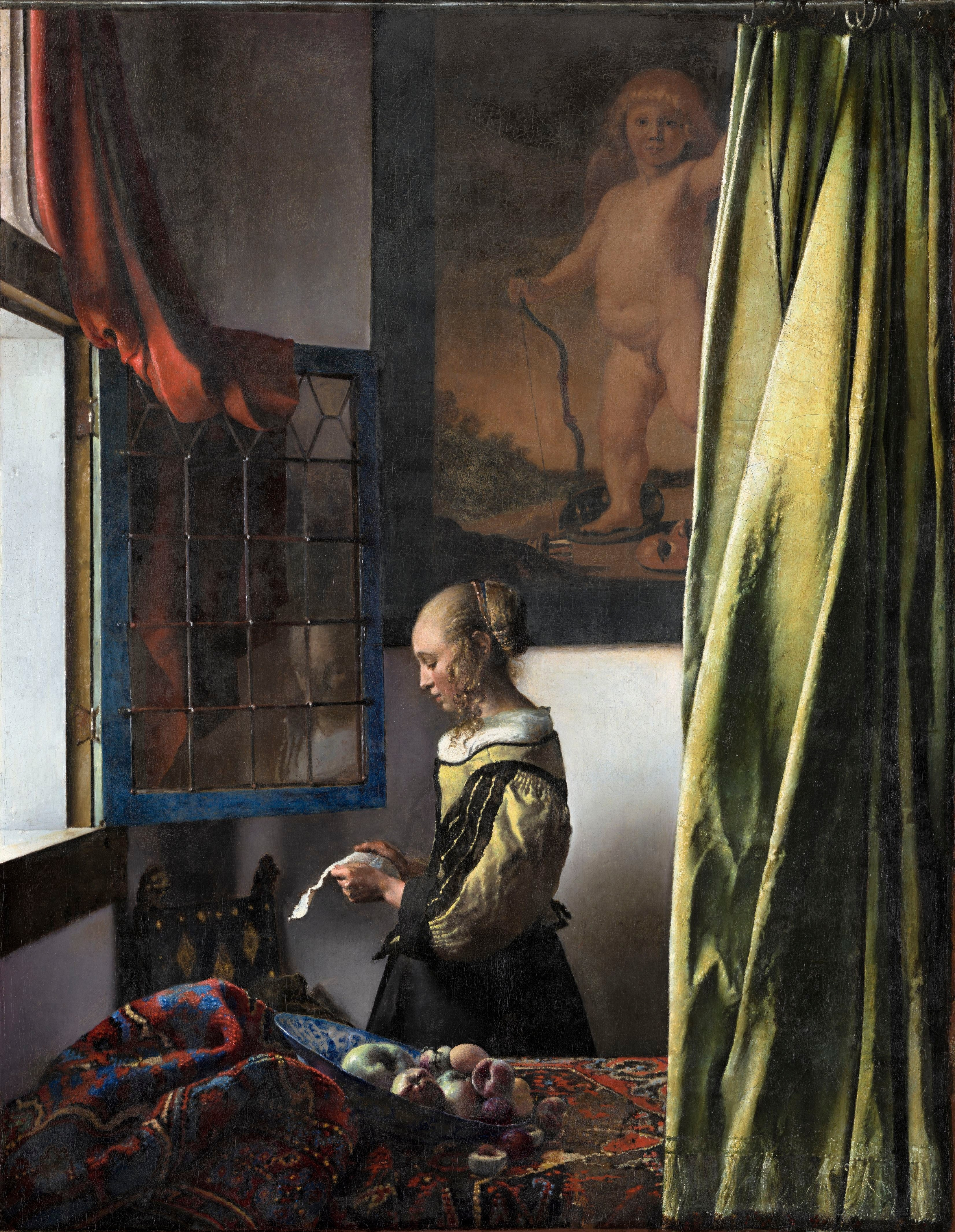
Jan Vermeer: Briefleserin am offenen Fenster (nach der Restauration 2021)
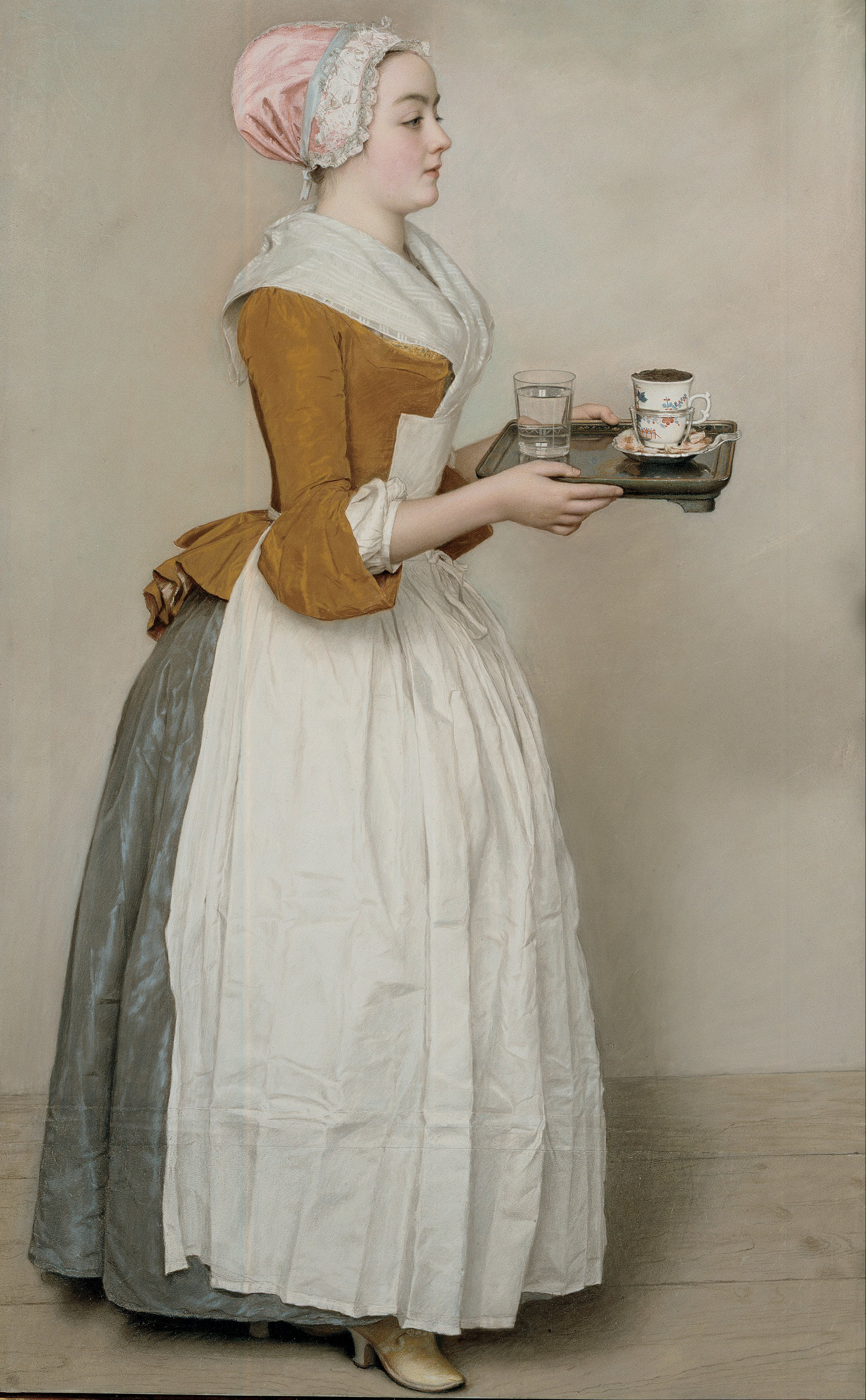
Jean-Étienne Liotard: Das Schokoladenmädchen
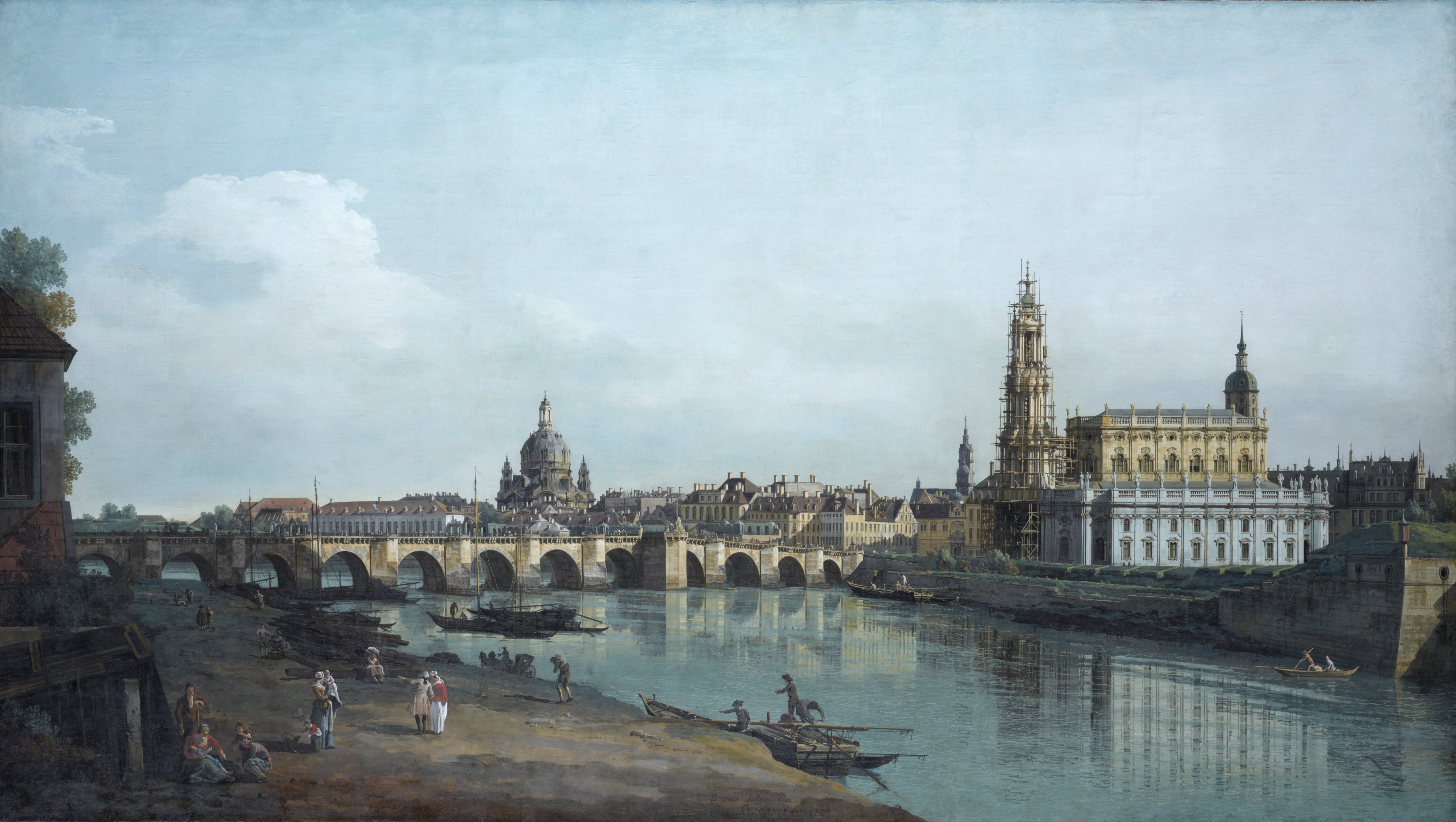
Canaletto: Dresden vom rechten Elbufer unterhalb der Augustusbrücke
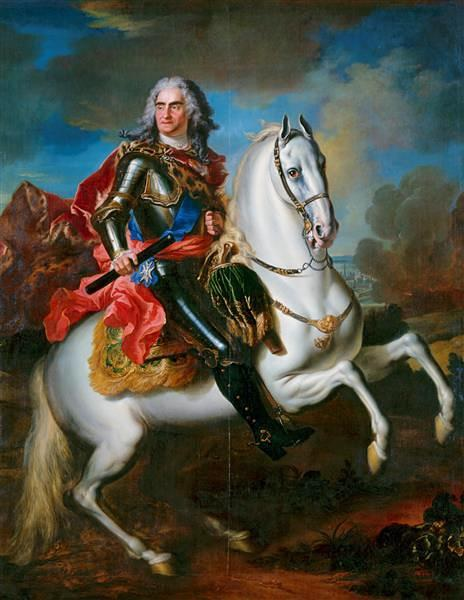
Louis de Silvestre: König August II. von Polen zu Pferde
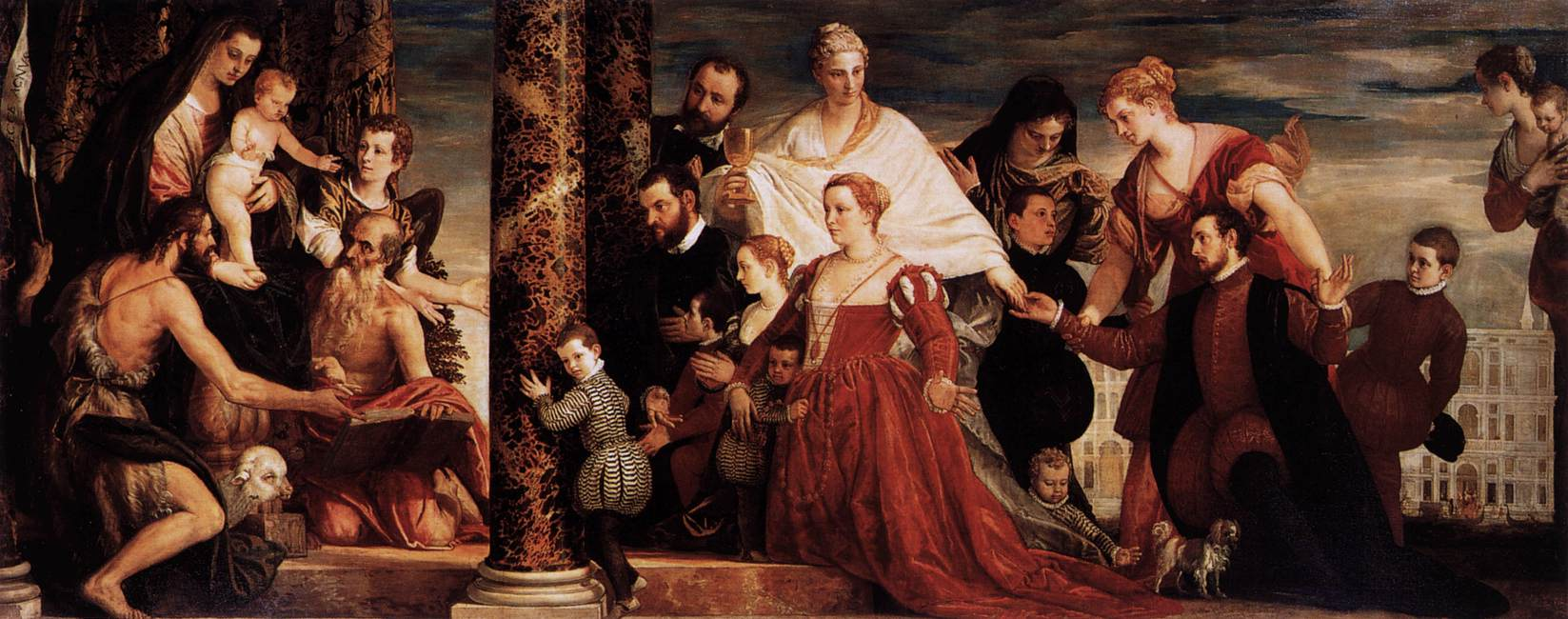
Paolo Veronese: Die Madonna der Familie Cuccina
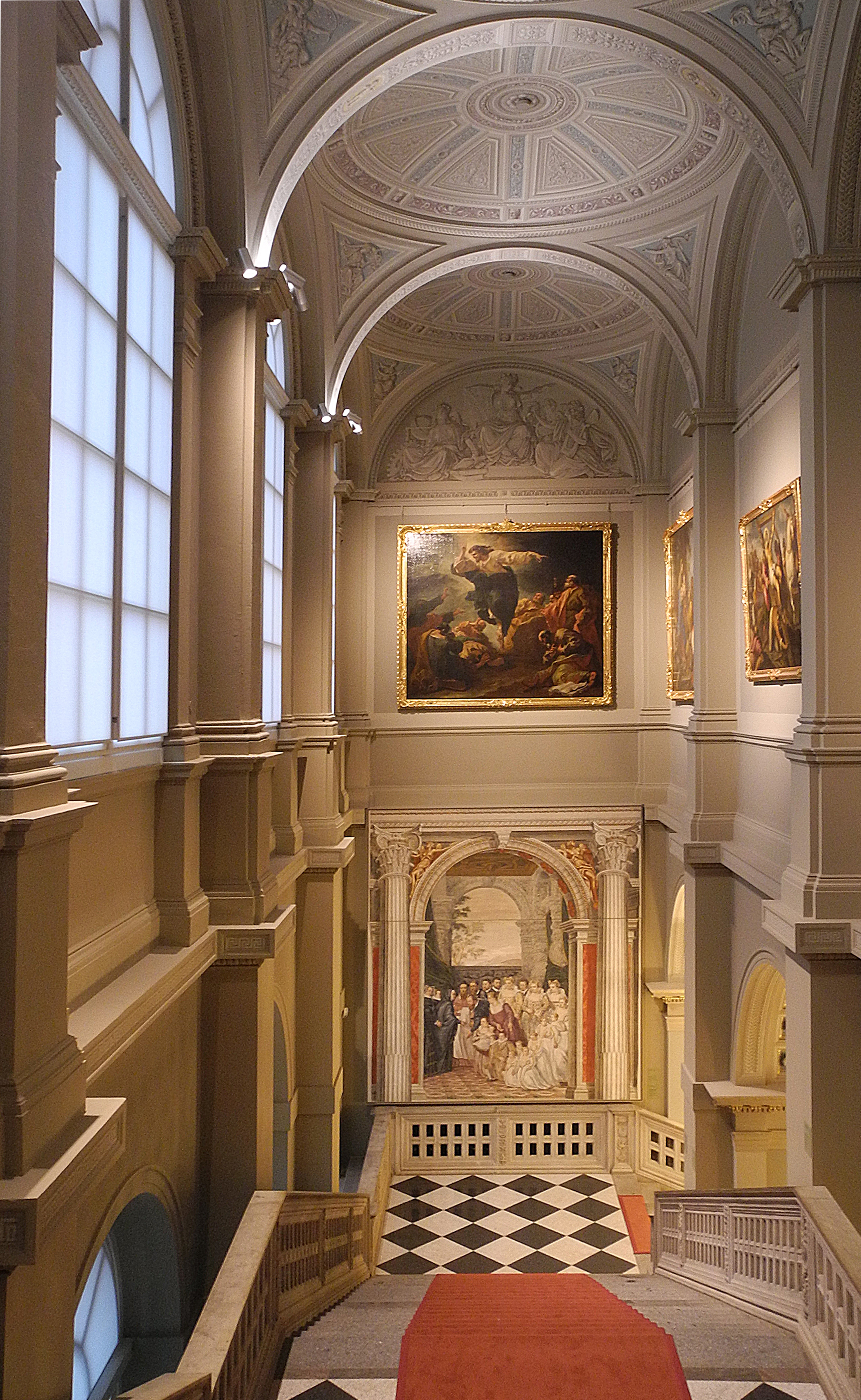
Treppe im Entrée-Bereich der Galerie
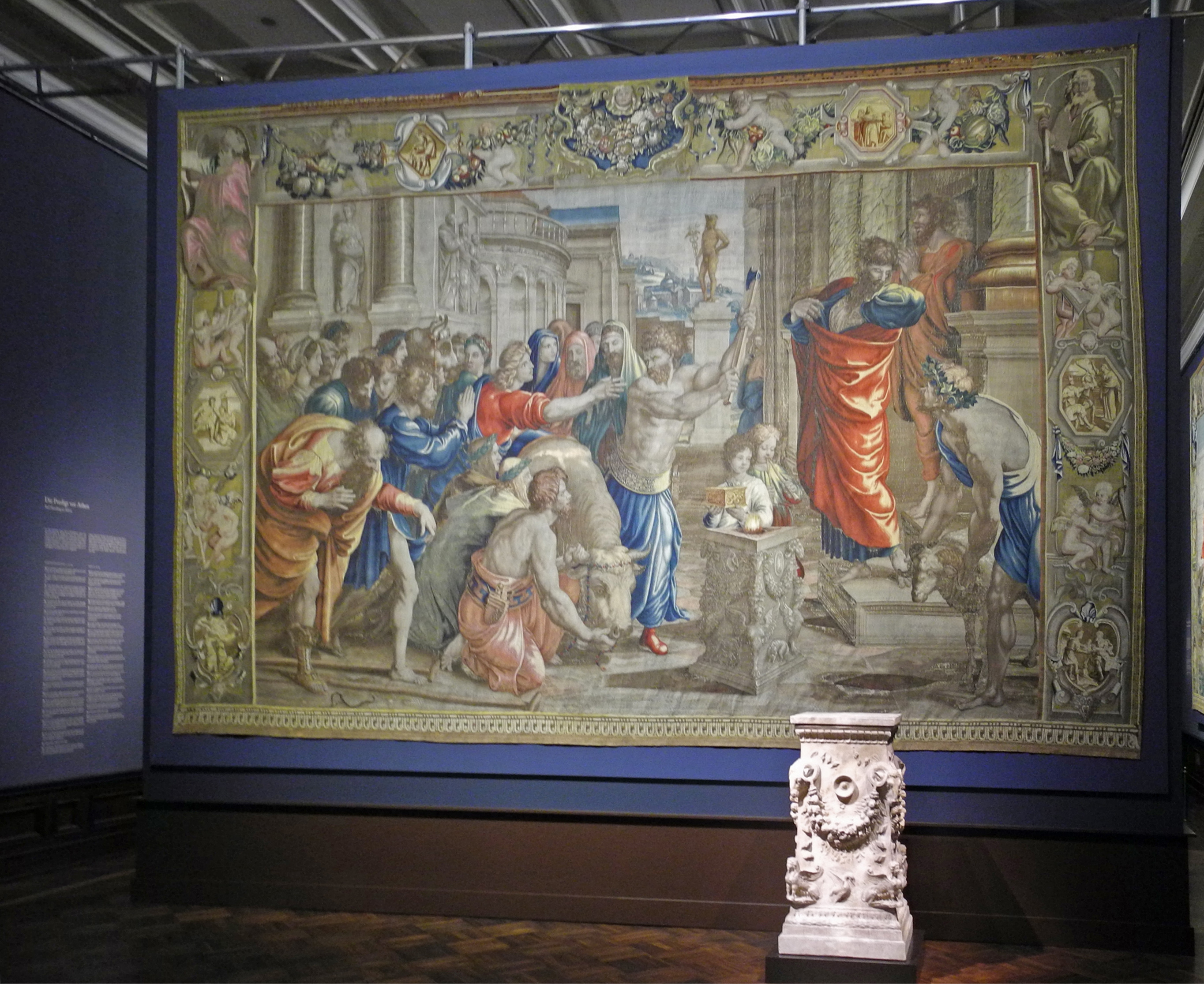
Bildteppich nach Kartons von Raffael: Das Opfer zu Lystra

## Filme
- Gemäldegalerie Alte Meister, Dresden (= Museums-Check. Folge 62). Reportage, 30 Min., Moderation: Markus Brock, Produktion: 3sat. Erstausstrahlung: 21. Juni 2020.[14]